# Resolució 883 del Consell de Seguretat de les Nacions Unides
La Resolució 883 del Consell de Seguretat de les Nacions Unides fou adoptada l'11 de novembre de 1993 després de reafirmar les resolucions 731 i 748 (1992). El Consell va observar que, després de més de vint mesos, Líbia no havia acatat plenament les resolucions prèvies del Consell de Seguretat i com a conseqüència va imposar més sancions internacionals contra el país.
El consell va expressar la seva determinació per eliminar el terrorisme internacional i que aquells responsables d'actes de terrorisme havien de ser jutjats. En el context que la supressió d'aquests actes és essencial per a la pau i seguretat internacionals, es va destacar que el govern de Líbia s'ha negat a demostrar mitjançant accions la renúncia al terrorisme, fet que el consell va determinar que constitueix una amenaça a la pau i la seguretat internacional. Al mateix temps, es va prendre nota de representants de Líbia en el qual s'expressava «la intenció d'animar als acusats d'haver atemptat contra el vol 103 de Pan Am al fet que compareguessin davant els tribunals en Escòcia, i que estava disposada a cooperar amb les autoritats competents franceses en el cas de l'atemptat contra el vol 772 d'UTA».
Actuant de conformitat amb el Capítol VII de la Carta de les Nacions Unides i per assegurar que el govern de Líbia acatés les 731 i 748, les següents mesures entrarien en vigor a les 00.01 hores (EDT) de l'1 de desembre de 1993: Primer, es va decidir que tots els països congelessin fons de Líbia i recursos financers al seu territori, encara que això no aplicaria per a fons o altres recursos financers derivats de la venda o subministrament de petroli o derivats, gas natural o derivades i productes agrícoles. Addicionalment, es van prohibir les vendes i el comerç de:
(a) bombes de gran capacitat i motors usats per transportar petroli i gas;
(b) equip per a terminals petrolieres;
(c) bombes de gran capacitat;
(d) equip de refineries;
(i) respostos per a qualsevol dels anteriors.
El Consell també va decidir que, a fi que es compleixin de manera efectiva les disposicions de la resolució 748 (1992), tots els Estats:
(a) clausuressin immediatament totes les oficines de Lybian Arab Airliness;
(b) prohibeixin tota transacció comercial amb l'empresa, incloent bitllets;
(c) prohibeixin el subministraments d'aeronaus o components i manteniment dins de Líbia;
(d) prohibeixin el subministrament de materials de construcció, millora o manteniment d'aeroports libis;
(i) prohibeixin ajuda, assistència o entrenament de pilots libis, enginyers de vol o personal de manteniment;
(f) prohibeixin la renovació de tota classe d'assegurances d'aeronaus líbies;
(g) continuïn a reduir significativament personal de missions diplomàtiques i consolats libis.
El comitè establert pel Consell de Seguretat en la resolució 748 va ser encarregat de preparar directrius per a la implementació d'aquestes mesures i per examinar possibles comandes d'assistència sota l'article 50 de la Carta de les Nacions Unides per a països que van sofrir indirectament com a resultats de les sancions. Tots els Estats i organitzacions internacionals van ser exhortats a cooperar amb les disposicions de la resolució i a reportar al Secretari General Boutros Boutros-Ghali sobre les mesures preses per implementar la resolució. Al mateix temps, el Consell va afirmar que la resolució no afectava el deure Líbia d'adherir-se a totes les obligacions referents al pagament del deute extern. Les mesures preses pel Consell serien revisades després de notar la cooperació de Líbia pel que fa als atemptats del vol 103 de Pan Am i el vol 772 d'UTA.
La resolució va ser adoptades per 11 vots contra cap, amb quatre abstencions de la Xina, Marroc, Pakistan i Djibouti. Rússia prèviament va amenaçar amb vetar la resolució, però després de negociacions la va recolzar declarant la seva intenció de recuperar deutes contrets per Líbia per la compra d'armes.
Líbia va respondre tancant les seves fronteres amb Tunísia i Egipte durant tres dies, denunciant la resolució com un producte de política hostil de les Nacions Unides i afirmant la necessitat de buscar una resolució a la crisi al més aviat possible.